# دانيال كاين
دانيال كاين (بالإنجليزية: Daniel Kane)‏ هو لغوي أسترالي، ولد في 1948.